# 7. december
7. december er dag 341 i året i den gregorianske kalender (dag 342 i skudår). Der er 24 dage tilbage af året.
Agathons dag, romersk soldat, som bliver omvendt efter at have overværet, at Julianus og Cronion bliver pint. Han bliver halshugget under Decius' kristenforfølgelser omkring år 250.

### Begivenheder
Født - Dødsfald
- 374 - Skt. Ambrosius indvies som biskop i Milano.
- 1431 - Henrik 6. af England krones som konge af Frankrig i Paris.
- 1732 - Det oprindelige Covent Garden Opera House åbner.
- 1763 - Danske Livregiment oprettes af Kong Frederik 5. (nedlagt 31. december 2000)
- 1813 - Slaget ved Bornhøved i Holsten
- 1815 - Napoleons marskal, Michel Ney, den tapreste af de tapre, henrettes for højforræderi.
- 1839 - Det national-liberale blad Fædrelandet begynder at udkomme som dagblad.
- 1941 - Adolf Hitler udsteder sit nat og tåge-dekret, som beordrer politiet til at tage gidsler i forbindelse med undergrundsaktiviteter, og lade dem forsvinde uden spor.
- 1941 - 353 japanske fly under ledelse af admiral Nagumo angriber den amerikanske stillehavsflåde i Pearl Harbor, Hawaii denne morgen kl 07:53 lokal tid.
- 1974 - Cyperns ærkebiskop Makarios 3. vender tilbage fra eksil.
- 1975 - Indonesien invaderer Østtimor.
- 1977 - De tre larsenister Sigurd Ømann, Henning Philipsen og Kristine Heltberg forlader SF, der tidligere på året også har sagt farvel til Kurt Brauer og Poul Dam.
- 1979 - Moder Teresa aflyser Nobelpris festmiddag for hende og beder om, at pengene i stedet sendes til de fattige i Calcutta.
- 1982 - Folketinget vedtager socialdemokratisk dagsordensforslag imod opstilling af 572 NATO-raketter i Vesteuropa.
- 1982 - Yasser Arafat anerkender på palæstinensernes vegne Israels ret til at eksistere.
- 1988 - Et jordskælv, der måler 6,9 på Richterskalaen, rammer Armenien, og næsten 25.000 mennesker omkommer, 15.000 kommer til skade og 400.000 bliver hjemløse.
- 1995 - Roskilde Domkirke optages på UNESCO's verdensarvsliste.
- 1995 - Den amerikanske rumsonde Galileo når som det første rumfartøj frem til planeten Jupiter.
- 2001 - Talebans højborg Kandahar falder.
- 2002 - Irak overbringer en 12.000 sider rapport om sine våbenprogrammer som forlangt af FN.
- 2005 - Velfærdskommissionen fremlægger sin rapport, der anbefaler radikale ændringer for at sikre Danmark økonomisk fremover.
- 2005 - Den eftersøgte kroatiske general Ante Gotovina anholdes af spansk politi på Tenerife, og bliver senere udleveret til FNs krigsforbryderdomstolen i Haag|krigsforbryderdomstol i Haag.

### Født
- 1598 - Giovanni Lorenzo Bernini, italiensk maler (død 1680).
- 1696 - Peter August Frederik, hertug af Slesvig-Holsten-Sønderborg-Beck (død 1775).
- 1724 - Louise af Storbritannien, dansk-norsk dronning (død 1751).
- 1801 - Johann Nestroy, østrigsk skuespiller, sanger, dramatiker og satiriker (død 1862).
- 1823 - Leopold Kronecker, tysk matematiker (død 1891).
- 1863 - Pietro Mascagni, italiensk komponist (død  1945).
- 1897 - Lazare Ponticelli, den sidste overlevende franske veteran fra Første Verdenskrig (død 2008).
- 1900 - Christian Matras, færøsk sprogvidenskabsmand og digter (død 1988).
- 1904 - Clarence Nash, amerikansk skuespiller og stemmeskuespiller, der har lagt stemme til Anders And (død 1985).
- 1905 - Gerard Kuiper, amerikansk astronom (død 1973).
- 1916 - Knud W. Jensen, dansk museumsdirektør (død 2000).
- 1918 - Caja Heimann, dansk skuespiller (død 1988).
- 1919 - Lis Løwert, dansk skuespillerinde (død 2009).
- 1924 - Bent Fabricius-Bjerre, dansk komponist (død 2020).
- 1924 - Mário Soares, tidligere ministerpræsident i Portugal (død 2017).
- 1928 - Noam Chomsky, amerikansk lingvist og politisk kommentator.
- 1932 - Ellen Burstyn, amerikansk skuespillerinde.
- 1936 - Bent Norup, dansk operasanger (død 2007).
- 1937 - Kenneth Colley, engelsk skuespiller.
- 1941 - Nils Hartmann, dansk forfatter og oversætter.
- 1942 - Nils Schou, dansk forfatter.
- 1942 - Jørgen Emil Hansen, dansk optiker og tidligere cykelrytter.
- 1945 - Tove Videbæk, dansk politiker og tidligere folketingsmedlem for Kristendemokraterne.
- 1947 - Katrine Jensenius, dansk skuespillerinde.
- 1948 - Mads Vinding, dansk jazz-bassist.
- 1949 - Tom Waits, amerikansk sanger og sangskriver.
- 1950 - Charlie McGettigan, irsk musiker og sanger.
- 1951 - Vivi Rau, dansk skuespillerinde.
- 1971 - Noam Halby, dansk sanger, kendt som "Johnny Deluxe"
- 1972 - Hermann Maier, østrigsk skiløber.
- 1977 -  Dominic Howard, trommeslager i det britiske band Muse
- 1980 -  John Terry,  engelsk fodboldspiller
- 1987 - Aaron Carter, amerikansk sanger og skuespiller (død 2022).
- 1988 - Nathan Adrian, amerikansk svømmer.
- 1988 - Emily Browning, australsk skuespillerinde.
- 1993 - Jasmine Villegas, amerikansk sangerinde.

### Dødsfald
- 43 f.Kr. - Marcus Tullius Cicero, romersk politiker, retoriker, jurist og skribent (født 106 f.Kr.).
- 283 - Pave Eutychianus 1.
- 983 - Otto IItysk-romersk kejser (født 955)
- 1254 - Pave Innocens 4.
- 1761 - Olfert Fas Fischer, dansk søofficer, far til Olfert Fischer (født 1700).
- 1815 - Michel Ney, fransk feltmarskal (født 1769).
- 1817 - William Bligh, engelsk kaptajn på Bounty (født 1745).
- 1894 - Ferdinand de Lesseps, fransk diplomat og initiativtager til Suez-kanalen (født 1805).
- 1938 - Anna Marie Hahn , den første kvinde som døde i den elektriske stol (født 1906).
- 1968 - Sigurd Elkjær, dansk forfatter (født 1885).
- 1994 - Per Dich, dansk folkesanger, guitarist, forfatter, journalist og politiker (født 1926).
- 1997 - Billy Bremner, skotsk fodboldspiller (født 1942).
- 1998 - Martin Rodbell, amerikansk videnskabsmand, modtager af Nobelprisen i fysiologi eller medicin (født 1925).
- 2014 - Mango,  italiensk sanger (født 1954).
- 2016 - Paul Elvstrøm, dansk sejlsportsmand (født 1928).
- 2018 - Jens Bjørn-Hansen, dansk folkemusiker De Gyldne Løver (født 1944)

|  | Denne datoartikel kan blive bedre, hvis der indsættes et (bedre) billede Du kan hjælpe ved at afsøge Wikimedia Commons for et passende billede eller uploade et godt billede til Wikimedia Commons iht. de tilladte licenser og indsætte det i artiklen. |